# Fiumicino
Fiumicino és un municipi italià, situat a la regió del Laci i a la ciutat metropolitana de Roma Capital. El 2018 tenia 79.630 habitants. S'hi troba l'Aeroport de Roma-Fiumicino, l'aeroport més transitat del país.